# Frontera entre Camboya y Laos
La frontera entre Camboya y Laos es una línea sinuosa de 541 kilómetros de extensión en sentido este-oeste, que separa las provincias  camboyanas de Preah Wijia, Stung Treng y Rotanak Kirí de las provincias laosianas de Champasak y de Attapeu. Está atravesada por el río Mekong, que no es navegable en algunos puntos debido a las cataratas Khone.
Esta frontera se formó con la historia conjunta de estas dos antiguas colonias europeas, que quedaron bajo el dominio de Francia como parte de la Indochina francesa desde finales del siglo XIX hasta su independencia en 1953. En la década de 1960 y 1970 las dos naciones se implicaron en las guerras de Vietnam y de Camboya.